# آب حیات (لاهوت)
آب حیات‏ (انگلیسی: water of Life)، به حیات (کلی) که در نهان همهٔ اشیاء ساری است «جنبه الهی» وجود یا (لاهوت) گفته می‌شود.

## حالت لاهوتی
لاهوتی منسوب به لاهوت است و به معانی مختلف به کار می‌رود. حالت لاهوتی یا الهی، در اصطلاح اگوست کنت حالتی است که در آن، فکر انسان، پدیدارهای طبیعت را با اسباب غیبی مفارق از طبیعت تعلیل می‌کند.

## علم لاهوت
علم لاهوت (Theology); (Divine aspect) علمی است که از خدا و صفات او و رابطه او با انسان و جهان بحث می‌کند و مترادف علم توحید و علم ربوبیّت است.

## گناه لاهوتی
علمای لاهوت (مسیحیت) اصل گناه (Sin) را به اقدام پدر ما آدم نسبت به آنچه خدا از آن نهی کرده‌است بازمی‌گردانند.
گناه حضرت آدم، گناه بنیادی و گناه فرزندان او را که بعد از او واقع شده گناه تبعی گویند. این گناه تبعی از حالات لازم وجود انسان و ناشی از گناه بنیادی است. آغاز و انجامِ هستی انسان، زندگی و مرگش، ناشی از امر لاهوتی است.

## ابن عربی
برای ابن عربی، «آب» مناسب‌ترین نماد حیات محسوب می‌شود. آب زیر بنای همهٔ عناصر طبیعی است، و در تنگ‌ترین زوایای عالم جاری و نافذ است. «سّر حیات در آب پراکنده‌است.» و در ایجاد هر چیزی در عالم هستی عنصر آب وجود دارد، زیرا آب اساسی‌ترین عنصر است. و عنصر آبی که در اشیاء عالم موجود است، با توجه به میزان متفاوت بر خورداری آنها از هویت مطلقی که در آنها ساری است فرق می‌کنند.

## ایوب
ایوب برای «ابن عربی» نمادی است مربوط به تلاش انسان برای رسیدن به (یقین) دربارهٔ عالم غیب.
درد جانکاهی که ایوب به جان می‌خرد، درد جسمانی نیست، بلکه تحمل رنج روحانی است، زیرا از رسیدن به «یقین» عاجز است. زمانی که ایوب استدعای خلاصی از درد می‌کند، خداوند به او فرمان می‌دهد خودش را در آبی بشوید که از زیر پایش جاری است. در این‌جا «آب» نماد حیاتی است که در درون همهٔ موجودات عالم جاری است، و «خود را شستن» به معنای استغراق در «آب هستی» است که وسیلهٔ رسیدن به معرفت در بارهٔ حقیقت هستی است.
بنابر این آب حیات در ازل در همهٔ اعیان جاری بوده‌است. هر شیء منفردی خود به خود موجود منحصر به فردی است که با موجودات دیگر در اقیانوس بی‌کران هستی مستغرق می‌باشد. از جنبهٔ اول، شیء منفرد و منحصر به فرد است، اما از جهت دیگر هر شیئی هویت خود را در میان «آبی» از دست می‌دهد که در همه چیز جاری است.